# Palatinen

Schematisk karta över Roms sju kullar.

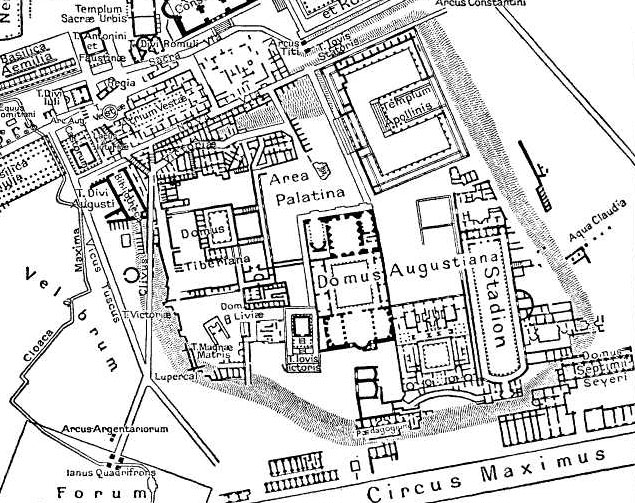
Palatinen under kejsartiden.

Palatinen (latin: Palatium eller Mons Palatinus, italienska: Palatino) är en av Roms sju kullar, belägen mellan Forum Romanum, Tibern och Caelius. Palatinen består egentligen av tre höjder: Germalus (Cermalus), Palatium och Velia.

## Historia
Redan under den romerska republiken var Palatinen ett bostadsområde med hög status. Under kejsartiden, då kejsarna residerade här, kom en allt större del av kullen att ingå i det komplex av luxuösa byggnader som utgjorde det kejserliga palatset. Palatium blev synonymt med kejsarens residens. Svenskans ord palats kommer från denna toponym. Byggnaderna på kullen skadades svårt vid den stora branden år 64, och efter det kunde kejsar Nero börja bygga det vidsträckta palatskomplex, Domus Aurea, som sträckte sig från Palatinen till Esquilinen. Detta ersatte det palats, Domus Transitoria, som förstörts i branden. Neros efterträdare övergav Domus Aurea, men Domitianus (81-96) återupptog byggnadsarbetena på Palatinen. Då det stora flaviska kejsarpalatset (Domus Flavia och Domus Augustana) stod färdigt omfattade den romerska kejsarens residens byggnader och trädgårdar utspridda över hela kullen.
I höjd med Titusbågen på Forum Romanum leder Clivus Palatinus upp mot kullens krön. Vägen följer sluttningen upp mellan två högre partier. Den vänstra höjden består av trädgårdsterrassen, som nu upptas av klostret San Sebastiano. På den motsatta höjden breder familjen Farneses trädgårdar ut sig; de anlades på 1500-talet ovanpå en del av det kejserliga palatset, Domus Tiberiana.
Clivus Palatinus passerade en försvunnen båge, vars läge är markerat i marken och med en platta i muren intill. Den uppfördes av Domitianus och tjänade som monumental entré till palatsområdet; möjligen låg den på platsen för en gammal stadsport, Porta Mugonia. Porten flankerades av ett tempel, även det uppfört av Domitianus på platsen för ett äldre tempel, vilket troligen varit helgat åt Jupiter Stator. Högre upp når man den del av det kejserliga palatset som Domitianus lät uppföra, Domus Augustana. Vägen fortsätter längs höger sida av detta byggnadskomplex till det sydvästra hörnet av kullen, där bebyggelse från romerska republiken pietetsfullt bevarades. Vägen slutar framför podiet till ett Apollotempel, som Augustus lät inviga år 28 f.Kr. Det pryddes med grekiska skulpturer och andra dyrbarheter, bland annat en staty föreställande Apollo, ett mästerverk av greken Skopas (360 f.Kr.).
Augustus installerade år 27 f.Kr. sin bostad på Palatinen. Han lät omvandla en grupp privathus i sluttningen bredvid Apollotemplet till residens. Man vet genom litteraturen att huvudentrén var prydd med en gavel och en krans av eklöv samt att den flankerades av lagerträd. Detta var äretecken som senaten beslutade om samtidigt som den hedrade honom med titeln Augustus ("den upphöjde"). Residenset tycks inte ha skilt sig mycket från andra, samtida patricierhus. Det övre huset, som av tradition kallas Livias hus, var uppfört under första hälften av århundradet som ett normalt romerskt bostadshus med atrium och peristylgård, men byggdes om för nya behov. På husets sydsida löper en gata, som inkorporerats i anläggningen, och nedanför ligger det så kallade Augustus hus.
Bortom Augustus hus, på Palatinens sydvästra del, fanns ett äldre tempelområde. Närmast låg Victoriatemplet, uppfört 307–294 f.Kr. och invigt åt segerns gudinna. Endast bitar av murarna till podiet återstår. Det flankerades av Magna Maters tempel, uppfört ett århundrade senare (205–191 f.Kr.). Kulten av Cybele, den stora modern, importerades från Mindre Asien för att ge romarna framgång i kriget mot Karthago. Längs det stora podiets sida är fragment av kolonner och kapitäl uppställda. De är av vulkanisk sten överdragen med vit puts, förmodligen från en restaurering år 111 f.Kr. Både Victoria och Cybele vördades som staden Roms beskyddare. Området innefattade även en annan byggnad som var föremål för romarnas veneration: Romulus hydda, som genom århundradena underhölls av ett särskilt prästerskap. Exakt var hyddan stod är osäkert, men i modern tid har arkeologer grävt ut grunden till flera järnåldershyddor i sluttningen nedanför templen. Den äldsta nivån är från 700-talet f.Kr., då Romulus enligt traditionen skall ha grundat Rom.
Palatinen är belägen 50 meter över havet och 40 meter över Tibern. Många kända och förnäma romare har bott här. Det var denna kulle som skulle bli grunden för Roma Quadrata (Rom). Det var på denna kulle som man påträffade hyddor; dessa bestod av grenar, kvistar och torkad lera. De var rektangulära med trubbiga hörn.

## Utgrävningar
Under kejsar Augustus regeringstid avgränsades en del av Palatinen för en slags arkeologisk undersökning, vilken fann krukor och redskap från bronsåldern. Han utropade platsen som ”Roms ursprungliga stad”. Modern arkeologi har funnit spår av en bronsåldersbosättning som kan dateras till före Roms grundande. Det finns ett museum på Palatinen, Museo Palatino, där de föremål som är daterade före stadens officiella grundande visas. I museet finns även romerska statyer. 
Ett altare för en okänd gud, som man tidigare trodde var Aius Locutius, upptäcktes på Palatinen år 1820. 